# Rob Smith
Rob Smith (?, 1968) is een Amerikaans componist, muziekpedagoog en dirigent.

## Levensloop
Smith studeerde muziek aan het Potsdam College, nu State University of New York - Potsdam (SUNY), waar hij zijn Bachelor of Music behaalde. Vervolgens studeerde hij aan de Universiteit van Texas in Austin en behaalde zijn Master of Music en promoveerde aldaar ook tot Doctor of Musical Arts. In 1997 kon hij met een studiebeurs van het Fulbright Foundation naar Australië, waar hij met diverse ensembles samenwerkte, bij Peter Sculthorpe studeerde en in 1998 docent werd aan de Universiteit van Wollongong. 
Tegenwoordig is hij professor voor compositie en muziektheorie aan de Moores School of Music van de Universiteit van Houston in Houston. Daarnaast is hij dirigent van het AURA Contemporary Ensemble. 
Als componist werden zijn werken nationaal en internationaal onderscheiden, bijvoorbeeld in 2006 de Aaron Copland Award & Residency, 2005 finalist in de Columbia Orchestra Composition Competition, 1998 de National Association of Composers in the USA (NACUSA) Young Composers Competition voor het werk Hot Seat, in 1996 een eerste prijs bij de National Band Association Grade III/IV Band Composition Competition met het werk Panther Fire, in 1995 een eervolle benoeming in de Luigi Russolo International Electronic Music Competition voor het werk Essential Torque. 

## Composities

### Werken voor orkest
- 2003 Push
- 2004 Rock, Paper, Scissors
- 2006 Concerto for Orchestra
  1. Introduction
  2. Elegy
  3. Scherzo
  4. Finale

### Werken voor harmonieorkest
- 1996 Panther Fire, voor harmonieorkest
- 1999 Whirl, voor harmonieorkest
- 2001 Push, voor harmonieorkest
- 2003 The Path Ascending
- 2004 Blue Norther

### Vocale muziek
- 1990 The Dreamer, voor sopraan en piano - tekst: Edwin Arlington Robinson
- 2004 A Valentine for Phoebe, voor sopraan en piano - tekst: Craig Massey

### Kamermuziek
- 1989 Detour Through the Void, voor dwarsfluit, klarinet en geluidsband
- 1991 Three Pieces for Trombone Choir, voor trombonekoor (8 of 16 trombones)
- 1992 The Road Taken, voor dwarsfluit, klarinet, basklarinet, violen, cello, contrabas, piano en slagwerk
  1. Indecision
  2. Decision
- 1993 Catalytic Concerto, voor saxofoonkwartet, dwarsfluit, klarinet, basklarinet, trompet, hoorn, trombone, contrabas, piano en slagwerk
- 1993 Fanfare for Leonard, voor trombonekoor (12 trombones)
- 1993 Moody Garden, voor dwarsfluit, cello en piano
- 1994 Memoirs, voor klarinet, viool en piano
- 1994 Skitter Music, voor dwarsfluit, klarinet, viool, cello, piano en vibrafoon
- 1995 Essential Torque, voor piano en elektronica
- 1995 Traversing the Flow, voor strijkkwartet
- 1997 Hot Seat, voor klarinet en piano (of: altsaxofoon en piano)
- 1997 rev.2005 Juggernaut, voor altsaxofoon en piano
- 1997 The Border Double Beginning Clarinet Concerto, voor twee beginner klarinetten (volwassenen), klarinetkwartet (3 klarinetten, 1 basklarinet)
- 1998 Slide Machinery, voor trombonekoor (8 trombones)
- 2000 Dance Mix, voor 2 saxofoons, 2 trompetten, 2 trombones, amplified bas, 4 slagwerkers
- 2003 Morse Code Pop, voor alt- en baritonsaxofoon
- 2007 Sprint, voor dwarsfluit, klarinet, viool, cello, piano en slagwerk

### Werken voor slagwerk
- 2000 Sprung-Out, voor zes slagwerkers
- 2004 Surge, voor twaalf slagwerkers
- 2007 Sprint, voor twaalf slagwerkers
- Breaking Point, voor slagwerkers

### Werken voor piano
- 2003 Spike
- 2006 Peg-Leg Two-Step

### Werken voor harp
- 1998 Heat Rising, voor harp

### Elektronische muziek
- 1993 Gargoyle, voor geluidsband